# Cavalcante (Goiás)
Cavalcante ist eine brasilianische politische Gemeinde im Bundesstaat Goiás in der Mesoregion Nord-Goiás und in der Mikroregion Chapada dos Veadeiros. Sie liegt nördlich der brasilianischen Hauptstadt Brasília und nordöstlich von Goiânia, der Hauptstadt des Bundesstaates.
Zu Cavalcante gehören die Distrikte (port.: distrios): Araí, Bonito, Estrema, Guaribinha, Passa Três, Prata und São Jose.

## Geographische Lage
Cavalcante grenzt
- im Norden an die Mesoregion Oriental do Tocantins, TO
- im Nordosten an Monte Alegre de Goiás
- im Osten an Teresina de Goiás
- im Süden an Alto Paraíso de Goiás
- im Südosten an Colinas do Sul
- im Nordwesten an Minaçu

### Hydrographische Lage
Hydrographisch entwässert Cavalcante in das Rio Tocantins - Araguia Becken nach Norden.
Cavalcante liegt östlich des Stausees Serra da Mesa, dem nach Wasserfläche und Stauvolumen größten Stausees von Goiás. Sein Abfluss ist der Rio Tocantins, welcher die Westgrenze zur Gemeinde Minaçu bildet. Das Gemeindegebiet wird durch folgende auf dem Gemeindegebiet entspringende Gewässer entwässert (Anordnung nach Mündung von Süd nach Nord):
| Flusssystem   | rechte Zuflüsse | rechte Zuflüsse       | Entwässerungsgebiet |
| Rio Tocantins |                 |                       |                     |
| Rio Preto     | Rio Claro       | westl. Gemeindegebiet |                     |
| Rio São Félix |                 | westl. Gemeindegebiet |                     |
| Rio Carmo     |                 | westl. Gemeindegebiet |                     |
| Rio Trairas   |                 | westl. Gemeindegebiet |                     |
| Rio Paraná    | linke Zuflüsse  | östl. Gemeindegebiet  |                     |
| Rio Paraná    | Rio das Almas   | östl. Gemeindegebiet  |                     |
| Rio Paraná    | Rio da Prata    | östl. Gemeindegebiet  |                     |

## Klima und Vegetation
Das Klima ist typisch tropisch halbfeucht mit hohen Temperaturen im Sommer um die 30 °C mit einer Luftfeuchte von 60 bis 70 % und starken Niederschlägen. Im Winter herrscht Trockenheit und Dürre mit einer Dauer von vier bis fünf Monaten. Die Vegetation ist charakterisiert durch Cerrado-Ökosystem.

## Wirtschaft
| Cavalcante (Goiás) BIP Daten (2007) |         |
| Landwirtschaft:                     | 7.956   |
| Industrie:                          | 27.288  |
| Dienstleistung:                     | 93.839  |
| Subtotal:                           | 208.684 |
| Steuern:                            | 1.283   |
| PIB total:                          | 209.967 |
| Rang in GO:                         | 48      |
| Bevölkerung:                        | 9.875   |
| PIB pro Kopf (R$):                  | 21.262  |
| Rang in GO:                         | 15      |

Nebenstehende Tabelle zeigt das Bruttoinlandsprodukt (BIP) in jeweiligen Preisen für die drei Wirtschaftssektoren, PIB total und Rang von Cavalcante in Goiás, Bevölkerung und BIP pro Kopf für 2007 (in Tausend R$).

## Tourismus
An der Südgrenze zur Gemeinde Alto Paraíso de Goiás befindet sich der Nationalpark Chapada dos Veadeiros, der bei Wanderern und Öko-Touristen sehr beliebt ist.
Der Zugang zum Nationalpark ist nur mit Führern gestattet. Der Eingang befindet sich in der Ortschaft São Jorge an der Südseite des Parks, etwa in der Mitte zwischen den Städten Colinas do Sul und Alto Paraíso de Goiás.